# Adrie van der Poel

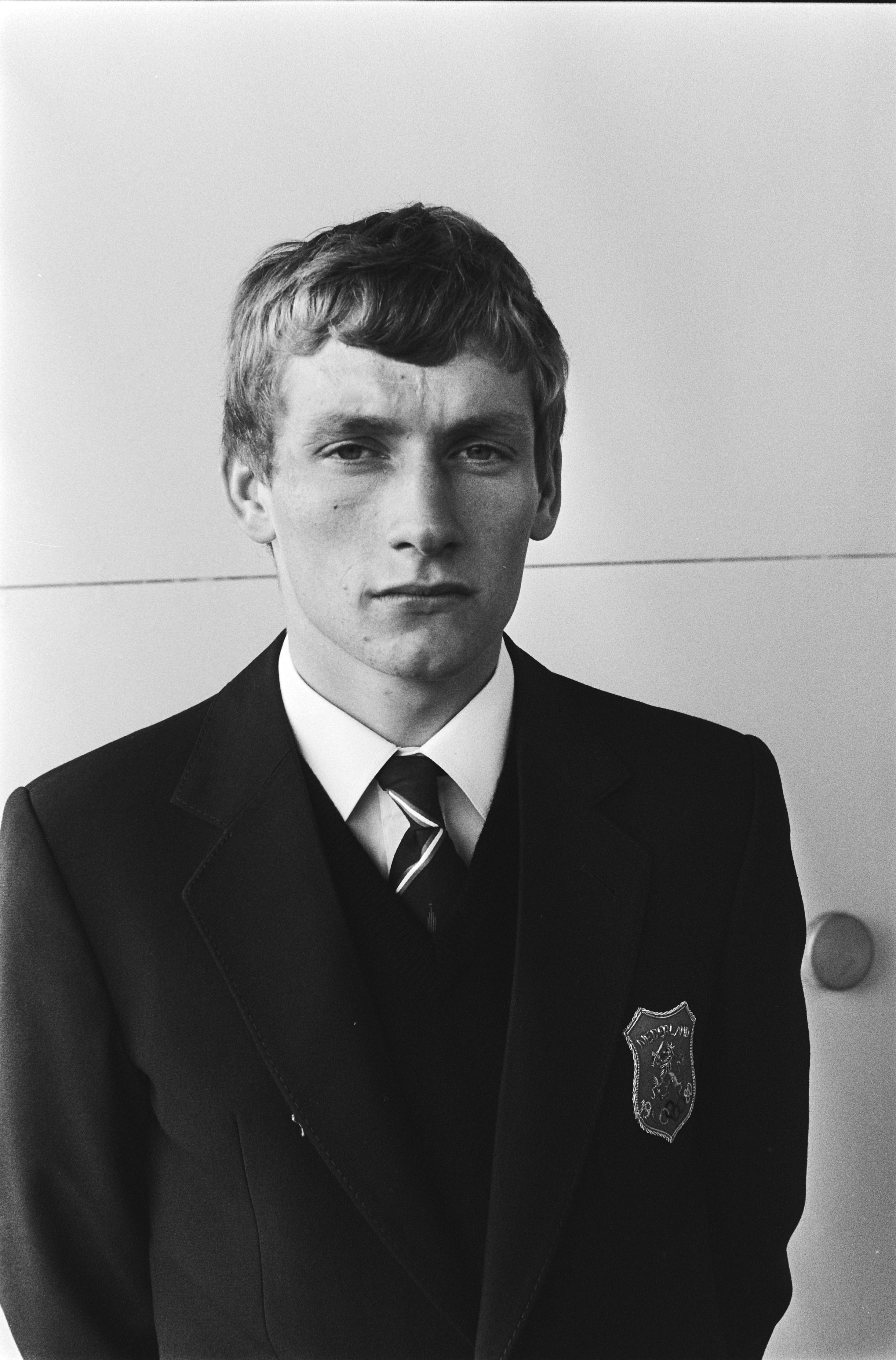
Van der Poel in 1980

Adrianus Aloysius Jacobus (Adrie) van der Poel (Bergen op Zoom, 17 juni 1959) is een Nederlands voormalig veldrijder en wegwielrenner. Hij was beroepsrenner tussen 1981 en 2000. Hij is de vader van de wereldkampioen op de weg 2023, Mathieu van der Poel.

## Carrière
Van der Poel bouwde een imposante carrière uit met zes klassiekeroverwinningen, twee Touretappes en het wereldkampioenschap veldrijden in 1996. Hij grossierde daarnaast in ereplaatsen in belangrijke wedstrijden, zo werd hij tweede op het wereldkampioenschap op de weg in 1983 en behaalde hij vijf tweede plaatsen op wereldkampioenschappen veldrijden.

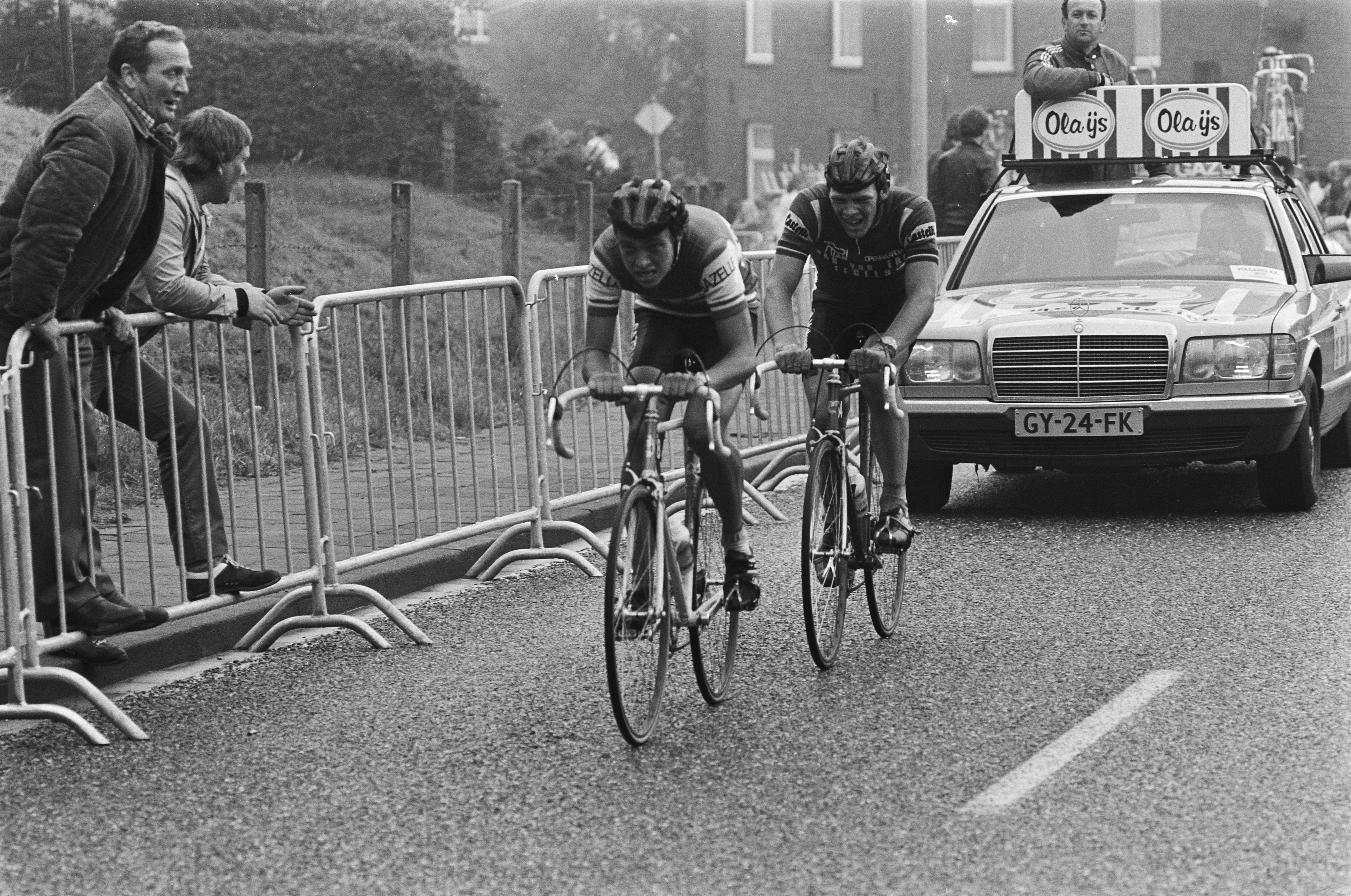
Van der Poel (op kop) en René Koppert in 1981

Hij begon zijn carrière op de weg, en viel al in zijn eerste seizoen bij de beroepsrenners op met tweede plaatsen in Parijs-Nice en de Waalse Pijl. Gaandeweg zijn carrière ging hij ook veldrijden om het hele jaar in competitie te kunnen blijven. Al snel bleek hij in die discipline bij de wereldtop te horen en de laatste jaren van zijn carrière hield hij zich nog vrijwel uitsluitend met het veldrijden bezig.
Adrie van der Poel werd in zijn carrière tweemaal op doping betrapt. In 1983 liep hij tegen de lamp wegens strychninegebruik. Het excuus dat hij opvoerde was: 'Ik heb duivenvlees gegeten, en die duivenmelkers drogeren hun beesten, dus vandaar.' In 1984 werd hij bij de Ronde van Sicilië betrapt op het verboden middel efedrine. Dit middel was afkomstig van een hoestdrank die hij genomen had tegen een verkoudheid. Hij werd voor drie maanden geschorst en voelde zich gepakt door de Internationale Wielrenunie.
In 1986, het jaar dat hij de Ronde van Vlaanderen won, werd hij onderscheiden met de Gerrit Schulte Trofee voor de beste Nederlandse profwielrenner.

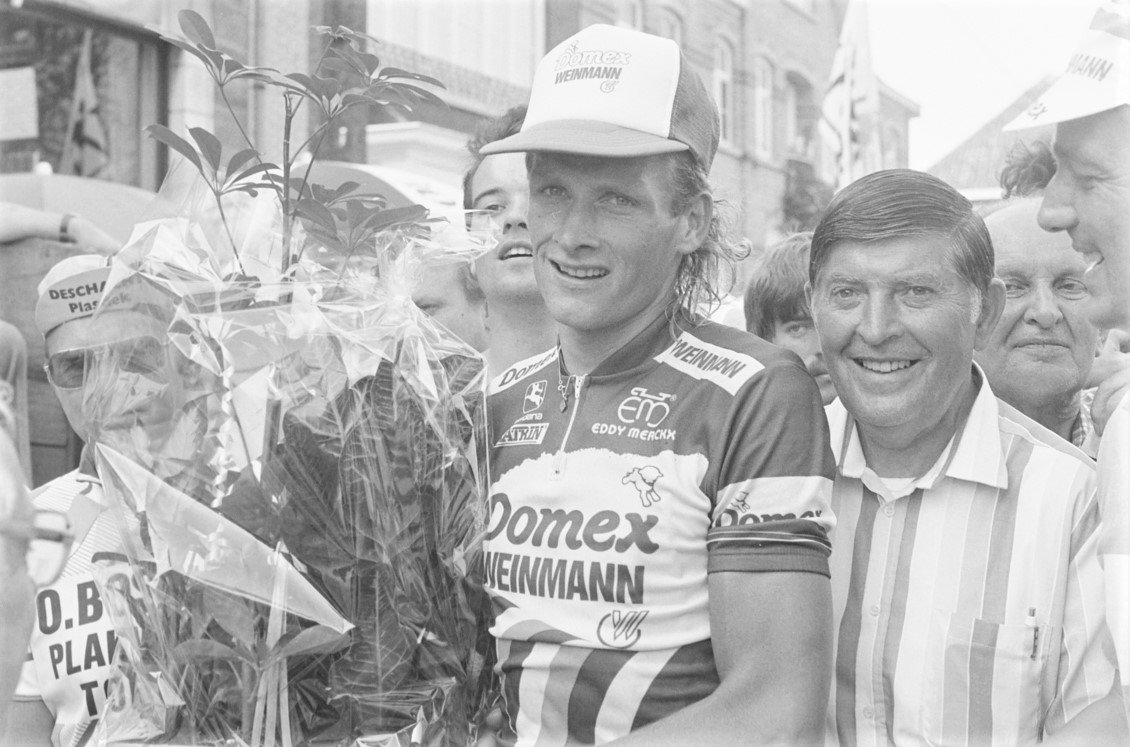
Adrie van der Poel na zijn overwinning in de GP Raf Jonckheere 1989 in Westrozebeke.

Van der Poel is de schoonzoon van de beroemde Franse wielrenner Raymond Poulidor. Hij is getrouwd met diens jongste dochter Corinne. Zijn broer Jacques was beroepswielrenner van 1986 tot en met 1992. Zijn zonen Mathieu en David zijn eveneens wielrenner. Adrie en Mathieu zijn de enige vader en zoon die de gele trui in de Tour de France hebben gedragen.

## Overwinningen

### Wegwielrennen
1981
- 1e etappe Critérium du Dauphiné
- 3e etappe Parijs-Nice
- Humbeek

1982
- 4e etappe Parijs-Nice
- Grote Prijs van Willebroek
- Kampioenschap van Zürich (na diskwalificatie Eric McKenzie)
- Merelbeke

1983
- Belsele-Puivelde
- Putte-Mechelen
- proloog Ronde van Luxemburg
- Cyclocross Zürich-Waid
- GP Jef Scherens
- Nationale Sluitingsprijs

1984
- Draai van de Kaai
- 4e etappe Tirreno-Adriatico

1985
- Clásica San Sebastián
- Parijs-Brussel
- Brabantse Pijl
- Scheldeprijs
- G.P Cannes
- Nieuwkerken-Waas
- 5e etappe Ronde van Ierland
- 1e etappe Ronde van Luxemburg
- 4e etappe Ronde van Luxemburg
- Binche-Doornik-Binche
- GP van Isbergues

1986
- Ronde van Vlaanderen
- Acht van Chaam
- 7e etappe Coors Classic
- Zuiderzee Derny Tour
- Nationale Sluitingsprijs

1987
- Nederlands kampioen op de weg
- Parijs-Tours
- 9e etappe Tour de France
- 1e etappe Postgirot Open
- 2e etappe Postgirot Open
- G.P Fourmies
- Ronde van Piëmont
- Druivenkoers Overijse
- GP Kanton Aargau
- GP Fourmies
- Nationale Sluitingsprijs

1988
- Luik-Bastenaken-Luik
- 16e etappe Tour de France
- 12e etappe Herald Sun Tour
- Eindklassement Herald Sun Tour
- Mijl van Mares
- 5e etappe Ruta del Sol
- G.P Liberté Freibourg
- Helden-Panningen
- Eindklassement Ster van Bessèges

1989
- 5e etappe Ronde van de Middellandse Zee
- 6e etappe Parijs-Nice
- GP Raf Jonckheere

1990
- Amstel Gold Race
- GP Kanton Aargau
- Omloop van de Vlaamse Scheldeboorden

1991
- Circuito de Getxo
- 5e etappe Kellogg's Tour of Britain
- 4e etappe Ronde van Nederland
- New Jersey Classic

1992
- G.P Ignacio

1993
- Profronde van Surhuisterveen

1994
- Omloop van het Meetjesland
- Profronde van Heerlen
- Omloop van de Gouden Garnaal

1995
- Beveren-Waas
- Omloop van het Meetjesland
- Omloop van de Gouden Garnaal
- Ridderronde Maastricht

### Veldrijden
| Seizoen   | Wereldbeker                     | Superprestige                                             | GvA Trofee              | WK     | NK     | Overige                                                         | Totaal aantal zeges |
| --------- | ------------------------------- | --------------------------------------------------------- | ----------------------- | ------ | ------ | --------------------------------------------------------------- | ------------------- |
| 1980-1981 |                                 |                                                           |                         | —      | 6e     |                                                                 | 0                   |
| 1981-1982 |                                 |                                                           |                         | —      | 4e     |                                                                 | 0                   |
| 1982-1983 |                                 |                                                           |                         | —      | Zilver | Gavere                                                          | 1                   |
| 1983-1984 |                                 | Zurich                                                    |                         | —      | Zilver |                                                                 | 1                   |
| 1984-1985 |                                 |                                                           |                         | Zilver | Brons  | Eeklo                                                           | 1                   |
| 1985-1986 |                                 |                                                           |                         | —      | 4e     |                                                                 | 0                   |
| 1986-1987 |                                 |                                                           |                         | —      | 5e     |                                                                 | 0                   |
| 1987-1988 |                                 |                                                           |                         | Zilver | Zilver |                                                                 | 0                   |
| 1988-1989 |                                 |                                                           |                         | Zilver | Goud   | Sablé-sur-Sarthe, Lanarvily                                     | 3                   |
| 1989-1990 |                                 |                                                           |                         | Zilver | Goud   |                                                                 | 1                   |
| 1990-1991 |                                 | Gavere                                                    |                         | Zilver | Goud   |                                                                 | 2                   |
| 1991-1992 |                                 |                                                           |                         | Brons  | Goud   | Lanarvily                                                       | 2                   |
| 1992-1993 |                                 | Valkenswaard                                              | Loenhout                | 5e     | Brons  |                                                                 | 2                   |
| 1993-1994 |                                 |                                                           |                         | 5e     | 4e     |                                                                 | 0                   |
| 1994-1995 |                                 | Overijse, Diegem                                          |                         | 4e     | Goud   | Surhuisterveen                                                  | 4                   |
| 1995-1996 |                                 | St-Michielsgestel                                         |                         | Goud   | Brons  | Surhuisterveen, Pontchateau, Vossem                             | 5                   |
| 1996-1997 | Praag, Koksijde, Eindklassement | Gieten, Milaan, St-Michielsgestel, Harnes, Eindklassement | Kalmthout, Essen, Lille | 4e     | Brons  | Woerden, Loenhout, Fronsac                                      | 12                  |
| 1997-1998 |                                 | Diegem, Wetzikon                                          | Niel, Rijkevorsel       | 25e    | Zilver | Harderwijk, Zeddam, Loenhout, Surhuisterveen, Wetzikon, Fronsac | 10                  |
| 1998-1999 | Nommay                          | Harnes                                                    |                         | Brons  | Goud   | Montévrain, Dercy, Hoogerheide, Pijnacker                       | 7                   |
| 1999-2000 |                                 |                                                           |                         | 4e     | Zilver | Harderwijk, Lutterbach                                          | 2                   |

## Resultaten in voornaamste wedstrijden
| Jaar | Ronde van Italië | Ronde van Frankrijk | Ronde van Spanje |
| ---- | ---------------- | ------------------- | ---------------- |
| 1981 |                  |                     |                  |
| 1982 |                  | 102e                |                  |
| 1983 |                  | 37e                 |                  |
| 1984 |                  | opgave              |                  |
| 1985 |                  | 51e                 |                  |
| 1986 |                  | 110e                |                  |
| 1987 |                  | 105e (1)            |                  |
| 1988 |                  | 84e (1)             |                  |
| 1989 |                  | opgave              |                  |
| 1990 |                  | 111e                |                  |
| 1991 |                  |                     | 71e              |
| 1992 |                  | opgave              |                  |
| 1993 | 100e             |                     |                  |
| 1994 |                  |                     |                  |
| 1995 |                  |                     |                  |
| 1996 |                  |                     |                  |

| Jaar | Milaan-San Remo | Gent-Wevelgem | Ronde van Vlaanderen | Parijs-Roubaix | Amstel Gold Race | Luik-Bast.‑Luik | Ronde van Lombardije | Parijs-Tours | Parijs-Brussel | Omloop Het Nieuwsblad |  | WK op de weg |  | Wereldranglijsten   |
| ---- | --------------- | ------------- | -------------------- | -------------- | ---------------- | --------------- | -------------------- | ------------ | -------------- | --------------------- |  | ------------ |  | ------------------- |
| 1981 |                 | 6e            |                      |                |                  |                 |                      |              |                |                       |  |              |  |                     |
| 1982 | 61e             |               | 33e                  | 32e            | 8e               | 25e             | 44e                  | 16e          |                |                       |  |              |  |                     |
| 1983 | 31e             | 4e            | 34e                  | 6e             | 11e              | 7e              | ↑                    | ↑            | 4e             | 7e                    |  | ↑            |  | 5e (SPP)            |
| 1984 | 50e             |               |                      |                |                  |                 | 6e                   | 52e          | 6e             |                       |  |              |  | 6e (FWR)            |
| 1985 | 18e             | 24e           | 15e                  | 9e             |                  | 40e             | ↑                    | 6e           | ↑              | 5e                    |  | 59e          |  | 22e (SPP) 7e (FWR)  |
| 1986 | 7e              | 10e           | ↑                    | ↑              | 6e               | ↑               |                      | 4e           | 48e            |                       |  | 67e          |  | (SPP) (FWR)         |
| 1987 | 46e             |               | 58e                  | 37e            | 9e               | 46e             |                      | ↑            | 17e            |                       |  | 18e          |  | 22e (SPP) (FWR)     |
| 1988 | 7e              | 18e           | ↑                    | 29e            | 53e              | ↑               |                      | 23e          |                |                       |  | 49e          |  | 4e (UWB) 4e (FWR)   |
| 1989 | 108e            | 23e           | 44e                  | 48e            | 10e              |                 |                      | 119e         | 39e            |                       |  |              |  | 76e (UWB) 31e (FWR) |
| 1990 |                 |               | 64e                  | 8e             | ↑                | 53e             | 32e                  | 123e         | 30e            | 7e                    |  |              |  | 15e (UWB) 22e (FWR) |
| 1991 | 75e             | 11e           | 68e                  | 54e            | 13e              | 48e             | 11e                  | 4e           | 26e            | 27e                   |  |              |  | 8e (UWB) 15e (FWR)  |
| 1992 | 42e             | 17e           | 26e                  | 14e            | 38e              |                 |                      | 25e          | 14e            |                       |  |              |  | 52e (FWR)           |
| 1993 | 91e             | 12e           | 46e                  | 5e             | 6e               | 80e             |                      | 5e           | 15e            |                       |  | 14e          |  | 9e (UWB) 76e (FWR)  |
| 1994 |                 | 86e           | 26e                  | 16e            |                  |                 |                      | 5e           | 7e             |                       |  |              |  | 100e (FWR)          |
| 1995 |                 |               | 58e                  | 48e            |                  |                 |                      |              |                |                       |  |              |  |                     |
| 1996 |                 | 58e           | 60e                  |                |                  |                 |                      |              | 111e           |                       |  |              |  |                     |

## Trivia
- In 2009 deed Van der Poel mee aan Alpe d'HuZes als deelnemer van Team Knooppunt Kranenbarg en Team Rodenburg Tuinen.
- Lange tijd was Adrie van der Poel de laatste wielrenner die in één jaar op het podium stond van de drie Monumenten Ronde van Vlaanderen (1e), Parijs-Roubaix (3e) en Luik-Bastenaken-Luik (2e) in 1986, totdat zijn zoon Mathieu hetzelfde presteerde in 2024 (1e in de Ronde van Vlaanderen, 1e in Parijs-Roubaix en 3e in Luik-Bastenaken-Luik).
- Hetzelfde geldt voor het behalen van top 10-plaatsen in de eerste vier Monumenten. Adrie finishte in de top 10 van Milaan-San Remo 1986, de Ronde van Vlaanderen 1986, Parijs-Roubaix 1986 en Luik-Bastenaken-Luik 1986 en zijn opvolger die hetzelfde presteerde was in 2024 zoon Mathieu.
- Adrie van der Poel en zijn generatiegenoot Sean Kelly startten beide in 55 Monumenten en reden ze allemaal uit. Enkel Hennie Kuiper (58 van de 66 koersen uitgereden) en Philippe Gilbert (56 van de 62 koersen uitgereden) finishten vaker in de vijf historische wielerkoersen.
- De familie Poulidor-Van der Poel reed bij elkaar opgeteld in 127 Monumenten (Raymond Poulidor 51, Adrie van der Poel 55 en Mathieu van der Poel 21) en nooit zijn ze afgestapt. In Parijs-Roubaix 1966 werd Poulidor wel gediskwalificeerd vanwege een illegale fietswissel, na als 17e te zijn geëindigd.[3]

Colyn ·
De Meyer · 
De Vlaeminck ·
Devos ·
Dierickx ·
van Gerwen · 
Kuiper ·
Langerijs ·
Laurens ·
Martens ·
Nulens ·
Pevenage ·
van der Poel ·
Schepers ·
Stamsnijder ·
Tackaert
Colyn ·
De Vlaeminck ·
Demol ·
Devos ·
Dierickx ·
van Gerwen · 
Kuiper ·
Laurens ·
Martens ·
Nulens ·
Oosterbosch ·
van der Poel ·
Stamsnijder ·
Tackaert · 
Vigouroux · 
Zijerveld
De Gendt · Demol · Dierickx · Emonds · Kuiper · Laurens · Manders · Martens · Nulens · Rogiers · van Bindsbergen · van der Poel · Van Eynde · Vandeginste · Vanderaerden · Vanneste · Wiggins
De Cnijf ·
De Wolf ·
Hanegraaf ·
A. van Houwelingen ·
J. van Houwelingen ·
Kuiper ·
Manders ·
Nijdam ·
Peeters ·
van der Poel ·
Priem · 
Raas · 
Segers ·
Solleveld ·
van Vliet ·
Wijnands ·
Zoetemelk
Daams ·
Ducrot ·
Hanegraaf ·
Manders ·
Nevens ·
Nijdam ·
Peeters ·
van der Poel ·
Poels ·
Priem · 
Raas · 
Shapiro ·
Solleveld ·
van Vliet ·
Wijnands ·
Zoetemelk 
Daams ·
Dierickx ·
Ducrot ·
Emonds ·
Hanegraaf ·
Heeren ·
Kerstens ·
Manders ·
Nijdam ·
Peeters ·
van der Poel ·
Poels ·
Priem · 
Roosen ·
Solleveld ·
E. Van Hooydonck · 
G. Van Hooydonck · 
van Vliet ·

Vlassaks ·
Wijnands ·
Zoetemelk 
Arras ·
Beuker ·
Boeve · 
Daams ·
Delgado ·
Dierickx ·
Hoondert ·
Knetemann · 
Laguía ·
Manders ·
Müller ·
Mutter ·
Rooks ·
Siemons · 
Stamsnijder · 
Stevenhaagen ·
Theunisse ·
van der Poel ·
van Orsouw ·
Veldscholten
Arras (tot 30/06) ·
Barteau ·
Bishop · 
Daams ·
Dhaenens ·
Dierickx ·
Draaijer ·
Hoondert ·
Kersten ·
Knetemann · 
LeMond ·
A. Pedersen ·
D. E. Pedersen ·
Müller ·
Mutter ·
Rooks ·
Stamsnijder · 
Stevenhaagen ·
Theunisse ·
van der Poel ·
van Orsouw
Achermann ·
Bomans ·
Brasseur ·
Breu ·
Dauwe ·
Dernies · 
Diem ·
F. Dierickx ·
M. Dierickx ·
Ducrot ·
Goessens ·
Küttel ·
Pauwels · 
Robeet ·
Scharmin ·
Schönenberger ·
Van De Vel ·
A. van der Poel ·
J. van der Poel ·

Verbeeck ·
Wegmüller ·
Wijnands
Achermann ·
Bomans ·
Brasseur ·
Breu ·
Dauwe ·
Dernies · 
Diem ·
Dierickx ·
Goessens ·
Küttel ·
Lapage ·
Pauwels · 
Robeet ·
Steinmann ·
Van De Vel (tot 28/02) ·
A. van der Poel ·
J. van der Poel ·
Wegmüller ·
Farazijn (stagiair) ·
Nelissen (stagiair)
Cooman ·
Dauwe ·
Desmet ·
Hauer (tot 15/06) ·
Jentzsch ·
Kools · 
Liboton ·
Onclin ·
Parkin ·
Patry ·
Peiper ·
Pieters ·
Remels ·
Rogiers ·
Roosen ·
Sturgess ·
Van De Laer · 
A. van der Poel ·
J. van der Poel ·
Van Holen ·
Van Leeuwe ·
Van Vooren ·
Zanoli
Cooman ·
Dauwe (tot 05/06) ·
Desmet ·
Frison ·
Holm ·
Jentzsch ·
Kools · 
Lilholt ·
Lodge ·
Meijs ·
Patry ·
Peiper ·
Pieters ·
Rogiers ·
Roosen ·
Sels ·
Van De Laer · 
A. van der Poel ·
J. van der Poel ·
Van Holen ·
Van Leeuwe ·

De Meester (stagiair)
Baffi ·
Bartoli ·
Bernardi ·
Biasci ·
Bordonali ·  
Canzonieri · 
Casagrande ·
Donati ·
Fornaciari ·
Gasperi ·
Giancecchi ·
Giupponi ·  
Guidi ·
Imola ·
Lanfranchi ·
Leali · 
Lecchi ·
Martinello ·
Mini ·
Pelliconi ·
G. Petito ·
R. Petito ·
Piccoli ·  
Pierdomenico ·
Politano ·
Rosti ·
Santi ·
Stefanelli ·
Tomassini ·
van der Poel ·
Venerucci ·
Zafferani ·  
Zaina ·
Zonzini
van Aert ·
van den Akker ·
Biets · 
Coppens ·
Corvers ·
De Clercq ·   
De Wilde ·  
Eeckhout ·
Evenepoel (tot 30/06) ·
Fleischer ·
Haghedooren ·
Heynderickx ·
Lapage ·
Moermans · 
Peers · 
Piątek · 
van der Poel ·
Streel ·
Szostek · 
Thijs · 
Van Lancker · 
Van Itterbeeck ·
Van Slycke ·
Veenstra ·
Verbeken ·
Verstrepen · 
Francois (stagiair) · 
Vandaele (stagiair)
den Braber ·  
De Clercq ·   
Desmet ·  
Eeckhout ·
Fleischer ·
Heynderickx ·
Høj · 
Huybrechts · 
Janssens ·
Moermans · 
Nulens ·
Omloop ·
Peers · 
Piątek ·
Planckaert ·
van der Poel ·
Theunisse · 
Van Aken ·
Vandromme ·
Vanhaecke ·
E. Van Lancker ·
K. Van Lancker · 
Van Luchem (tot 28/02) · 
Van Roosbroeck ·
Verbeken ·
Zemke
Blaudzun ·
van Bon ·
Boogerd ·
Boven ·
Breukink ·
Bruyneel ·
Dekker ·
Groenendaal ·
Jekimov ·
Luppes ·
McEwen ·
Moerenhout · 
Nelissen ·
Piziks ·
van der Poel ·
Sørensen ·
Van Hooydonck (tot 30/04) ·
Vierhouten ·
Vogels ·

Hiemstra (stagiair) ·
Reinerink (stagiair) 
Blaudzun ·
van Bon ·
Boogerd ·
Boven ·
Breukink ·
Bruyneel ·
Dekker ·
Groenendaal ·
van Heeswijk ·
Jonasson ·
Jonker ·
Koerts ·
Luppes ·
Luttenberger ·
McEwen ·
Moerenhout · 
Nelissen ·
Piziks ·
van der Poel ·
Sørensen ·
Vierhouten ·
Hiemstra (stagiair) ·
Lotz (stagiair) 
den Bakker ·
van Bon ·
Boogerd ·
Boven ·
Bruinsma ·
Dekker ·
Groenendaal ·
van Heeswijk ·
Hiemstra · 
Jonasson ·
Jonker ·
Koerts ·
Kroon ·
Lotz ·
Luttenberger ·
McEwen ·
Moerenhout · 
Nys ·
van der Poel ·
Sørensen ·
Vierhouten ·
Wauters ·
B. Zberg ·
M. Zberg ·
de Groot (stagiair) ·
Pronk (stagiair) ·
Vlijm (stagiair)
Aebersold ·
den Bakker ·
van Bon ·
Boogerd ·
Boven ·
Dekker ·
Groenendaal ·
de Groot ·
Hiemstra · 
Jonker ·
Kroon ·
Lotz ·
McEwen ·
Moerenhout · 
Nys ·
van der Poel ·
Pronk ·
Sørensen ·
Vierhouten ·
Wauters ·
B. Zberg ·
M. Zberg ·
Vlijm (stagiair) 
Aebersold ·
den Bakker ·
Boerman ·
van Bon ·
Boogerd ·
Boven ·
Dekker ·
Duijn · 
Engels ·
Groenendaal ·
de Groot ·
Hayman · 
de Jongh ·
de Knegt ·
Kroon ·
Lotz ·
Niermann ·
Nys ·
van der Poel (tot 28/02) ·
Pronk ·
Sørensen ·
Vierhouten ·
Wauters ·
B. Zberg ·
M. Zberg ·
Traksel (stagiair) 